# Палоцо (Пескара)
Палоцо (итал. Palozzo) је насеље у Италији у округу Пескара, региону Абруцо.
Према процени из 2011. у насељу је живело 265 становника. Насеље се налази на надморској висини од 43 м.